# Toshinari Fukamachi
Toshinari Fukamachi (jap. 深町 寿成 Fukamachi Toshinari; ur. 29 sierpnia w prefekturze Yamagata) – japoński seiyū, pracujący dla agencji Aptepro.

## Filmografia

### Seriale anime
2016
- All Out!! – Taihei Nōka[3]

2017
- The Idolmaster SideM – Genbu Kurono[1]

2018
- The Idolmaster SideM Wake Atte Mini! – Genbu Kurono[4]

2019
- Midara na Ao-chan wa benkyō ga dekinai – Shūhei Yonezuka[5]
- Arifureta shokugyō de sekai saikyō – Hajime Nagumo[6]

2020
- Tower of God – Hatz[7]
- Hanyō no Yashahime: Sengoku otogizoushi – Ninja

2022
- Arifureta shokugyō de sekai saikyō sezon 2 – Hajime Nagumo[8]
- Shijō saikyō no daimaō, murabito a ni tensei suru – Ard Meteor[9]

2023
- Shinka no mi: Shiranai uchi ni kachigumi jinsei 2 – Brood Lev Kaiser[10]
- Moje szczęśliwe małżeństwo – Kazushi Tatsuishi[11]

### Gry wideo
2014
- Freedom Wars – Noah, Benoit

2015
- Hortensia Saga: Aoi no kishidan – Arnaud, Konstan, Rabi[12][13]
- Yume ōkoku to nemureru 100-nin no ōji-sama – Grad[14]

2016
- The Idolmaster SideM – Genbu Kurono[15]

2017
- Kizuna Striker! – Rei Shiwasu[16]

2018
- Dream!ing – Issei Torasawa[17]
- On Air! – Yukiya Amahashi[18]
- Caravan Stories – Riardo[19]

2019
- The King of Fighters for Girls – Andy Bogard[20]

2020
- Touken Ranbu: Online – Jizou Yukihira[21]
- Octopath Traveler: Champions of the Continent – Durand[22]

2021
- Gate of Nightmares – Sigma[23]
- World Flipper – Tōru Sengaku[24]

2022
- Senjūshi – Murata[25]
- Mahōtsukai no yoru –  Tobimaru Tsukiji[26]

### Dramy CD
2014
- Servamp – Sakuya Watanuki[27]